# Aldona Morawiec
Aldona Izabela Morawiec (ur. 29 maja 1992 w Rybniku) – polska koszykarka występująca na pozycji niskiej skrzydłowej, obecnie zawodniczka Arki VBW Gdynia.
31 maja 2019 przedłużyła umowę z zespołem Arki Gdynia.

## Osiągnięcia
Stan na 18 kwietnia 2021, na podstawie, o ile nie zaznaczono inaczej.
Drużynowe
- Mistrzyni Polski (2020, 2021[4])
- Brąz mistrzostw Polski (2019)[5]
- Zdobywczyni:
  - Pucharu Polski (2020, 2021)[6][7]
  - Superpucharu Polski (2020)[8]
- Uczestniczka rozgrywek Eurocup (2016/17)

Indywidualne
- Uczestniczka meczu gwiazd Polska – gwiazdy TBLK (2015)[9]

Reprezentacja
- Uczestniczka:
  - kwalifikacji do Eurobasketu (2015, 2017)
  - Eurobasketu:
    - U–16 (2008 – 6. miejsce)
    - U–18 (2009 – 12. miejsce, 2010 – 11. miejsce)
    - U–20 (2012 – 10. miejsce)